# North English
North English is een plaats (city) in de Amerikaanse staat Iowa, en valt bestuurlijk gezien onder Iowa County en Keokuk County.

## Demografie
Bij de volkstelling in 2000 werd het aantal inwoners vastgesteld op 991. In 2006 is het aantal inwoners door het United States Census Bureau geschat op 1003, een stijging van 12 (1,2%).

## Geografie
Volgens het United States Census Bureau beslaat de plaats een oppervlakte van 1,4 km², geheel bestaande uit land. North English ligt op ongeveer 263 m boven zeeniveau.

## Plaatsen in de nabije omgeving
De onderstaande figuur toont nabijgelegen plaatsen in een straal van 12 km rond North English.